# Neogene minor
Neogene minor är en fjärilsart som beskrevs av Clark 1938. Neogene minor ingår i släktet Neogene och familjen svärmare. Inga underarter finns listade i Catalogue of Life.